# نيكولاي كراستيف
نيكولاي كراستيف (بالبلغارية: Николай Кръстев)‏ (مواليد 29 أكتوبر 1979) هو لاعب كرة قدم بلغاري، يلعب في مركز الدفاع. شارك مع منتخب بلغاريا لكرة القدم. أما مع النوادي، فقد لعب مع OFC Pomorie ‏ وPFC Neftochimic Burgas (2009–2014) ‏ وPSFC Chernomorets Burgas ‏ ونفتكس بورغاس ‏.

## وصلات خارجية
- نيكولاي كراستيف على موقع ناشيونال فوتبول تيمز (الإنجليزية)
- نيكولاي كراستيف على موقع عالم كرة القدم.نت (الإنجليزية)